# Коринто
Кори́нто (исп. Corinto) — город и муниципалитет в северо-западной части Никарагуа, на территории департамента Чинандега.

## Географическое положение
Расположен на юге департамента, в заливе Коринто на берегу Тихого океана, примерно в 150 км к северо-западу от столицы страны, города Манагуа. Абсолютная высота — 0 метров над уровнем моря.

## История
Город Коринто был основан в 1863 году. Назван в честь греческого города Коринф.
2—4 мая 1896 года войска США были высажены в Коринто «для защиты американских интересов во время политических волнений».
4 августа 1912 года президент Никарагуа Хуан Эстрада обратился к США с просьбой прислать войска. После этого, в августе 1912 года в порт Коринто были направлены корабли Тихоокеанского флота США. 27 августа 1912 года в порт прибыл крейсер Denver, высадивший в порту 350 морских пехотинцев. В дальнейшем, в период с 1912 до 1925 года и с 1926 по 1933 год Никарагуа была оккупирована войсками США, и в городе находилась морская пехота США.
В январе 1928 года портовые рабочие устроили забастовку, отказавшись разгружать военное снаряжение, прибывшее в порт Коринто для войск США, продолжавших боевые действия против повстанцев А. Сандино.
После убийства А. Сандино в феврале 1934 года в стране была установлена диктатура семейства шефа национальной гвардии Анастасио Сомоса, который предоставил США дополнительные льготы (в том числе, право на создание военной базы в Коринто).
В начале 1950-х годов Коринто был главным портом страны. Численность населения города в это время составляла 3 тыс. человек, основными вывозимыми товарами были кофе, сахар, кожи и лесоматериалы.
В начале 1960-х годов Коринто оставался крупнейшим портом страны, через который проходило около 60% грузооборота (до 250 тыс. т в год). Население города составляло 7 тыс. человек, в порту имелся один пирс длиной 160 м и шириной 5 м.
В феврале — марте 1961 года бастовали около 4 тыс. рабочих и служащих порта Коринто, в течение недели оказывавших сопротивление войскам, пытавшимся подавить забастовку. В результате, власти были вынуждены пойти на уступки и повысить зарплату рабочим.
В 1968 году численность населения Коринто составляла 10 тыс. человек, город являлся главным торговым портом страны (через который проходило две трети всего товарооборота), а также центром района плантационного земледелия.
В 1971 году численность населения Коринто составляла 13 тыс. человек. В 1980-е годы город по-прежнему оставался главным торговым портом страны (через который проходило 60% всего товарооборота). К 1980 году численность населения увеличилась до 22,4 тыс. человек. В 1980-е годы в стране активизировалось дорожное строительство — в результате, к началу 1990-х годов город был соединён шоссейными дорогами с твёрдым покрытием с Манагуа, Леоном и Гранадой.
1 сентября 1992 года в районе Тихоокеанского побережья Никарагуа произошло сильное подводное землетрясение (свыше 6,5 баллов по шкале Рихтера), сопровождавшееся возникновением приливной волны и временным затоплением прибрежных участков местности. В результате имело место разрушение и повреждение зданий и дорог в прибрежных районах (в том числе, в городе Коринто и окрестностях).

## Транспорт
Транспортный узел:
- морской порт[7][8][10][1][2]
- грузопассажирская железнодорожная станция[8][2] (до прекращения железнодорожного сообщения в стране в 1994 году)

## Население
В 2013 году численность населения города составляла 15 694 человека.
Динамика численности населения города по годам:
| 1971   | 1995   | 2000   | 2005   | 2013   |
| ------ | ------ | ------ | ------ | ------ |
| 13 371 | 16 926 | 17 256 | 19 183 | 15 694 |

## Города-побратимы
- Бремен, Германия
- Кёльн, Германия